# Bilbil żółto-oliwkowy
Bilbil żółto-oliwkowy (Rubigula montis) − gatunek małego ptaka z rodziny bilbili (Pycnonotidae). Endemit Borneo. Nie jest zagrożony wyginięciem.
SystematykaTakson ten jako pierwszy opisał Richard Bowdler Sharpe w 1879 roku, nadając mu nazwę Rubigula montis. Później bywał on traktowany jako podgatunek bilbila czarnoczubego (Rubigula melanicterus), zaliczanego wówczas do rodzaju Pycnonotus. W nowszych ujęciach systematycznych bilbil żółto-oliwkowy jest ponownie uznawany za osobny gatunek oraz zaliczany do rodzaju Rubigula. Nie wyróżnia się podgatunków.
MorfologiaMa czarną głowę i czarny grzebień, żółte gardło i brązowawe oczy. Długość ciała 17–18 cm.
WystępowanieWystępuje w lasach i gęstych zaroślach środkowego i północnego Borneo.
EkologiaBuduje gniazda na krzewach, składając do nich od dwóch do czterech jaj. Żywi się owocami i owadami.
StatusMiędzynarodowa Unia Ochrony Przyrody (IUCN) uznaje bilbila żółto-oliwkowego za najmniejszej troski (LC – Least Concern). Liczebność populacji nie została oszacowana, ale ptak ten opisywany jest jako zazwyczaj pospolity. BirdLife International ocenia trend liczebności populacji jako spadkowy ze względu na wylesianie w obrębie jego zasięgu występowania.